# Apple S1
Apple S1は、Apple Watch(初代)に搭載されている統合型コンピュータで、Appleが自社設計したSiPである。
サムスンは、RAMやNANDフラッシュストレージなどの主要コンポーネントとアセンブリ自体の主要なサプライヤであると言われているが 、初期の分解により、東芝とマイクロンテクノロジーのRAMとフラッシュメモリが明らかになった。

## Apple S1P
Apple S1Pは、Apple S2と同時に発表されたApple S1のリファインモデルである。そのため、基本性能はApple S2と同じである。

## 発表
S1は、2014年9月9日に、「Wish we could say more」のイベント内で発表された。
S1Pは、2016年9月7日に、「See you on the 7th」イベントの一環として発表された。

## 発売日
2015年4月に発売されたApple Watchに初めて搭載された 。2016年9月26日にS1Pを搭載するApple Watch Series 1の発売によって生産終了。
S1Pは、2016年9月16日にApple Watch Series 1とともにリリースされた。

## 画像

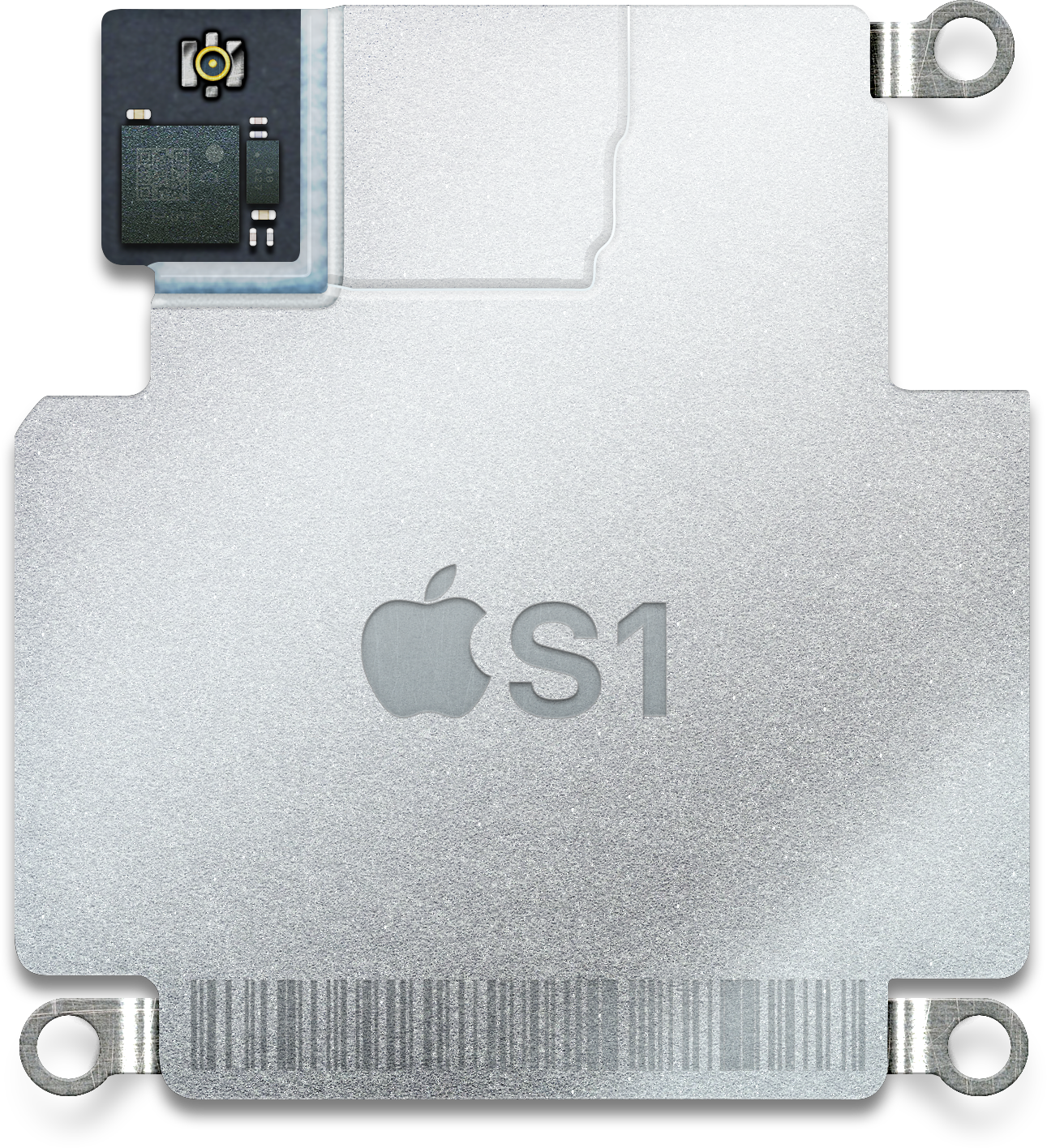
An illustration of the encapsulated S1 package.
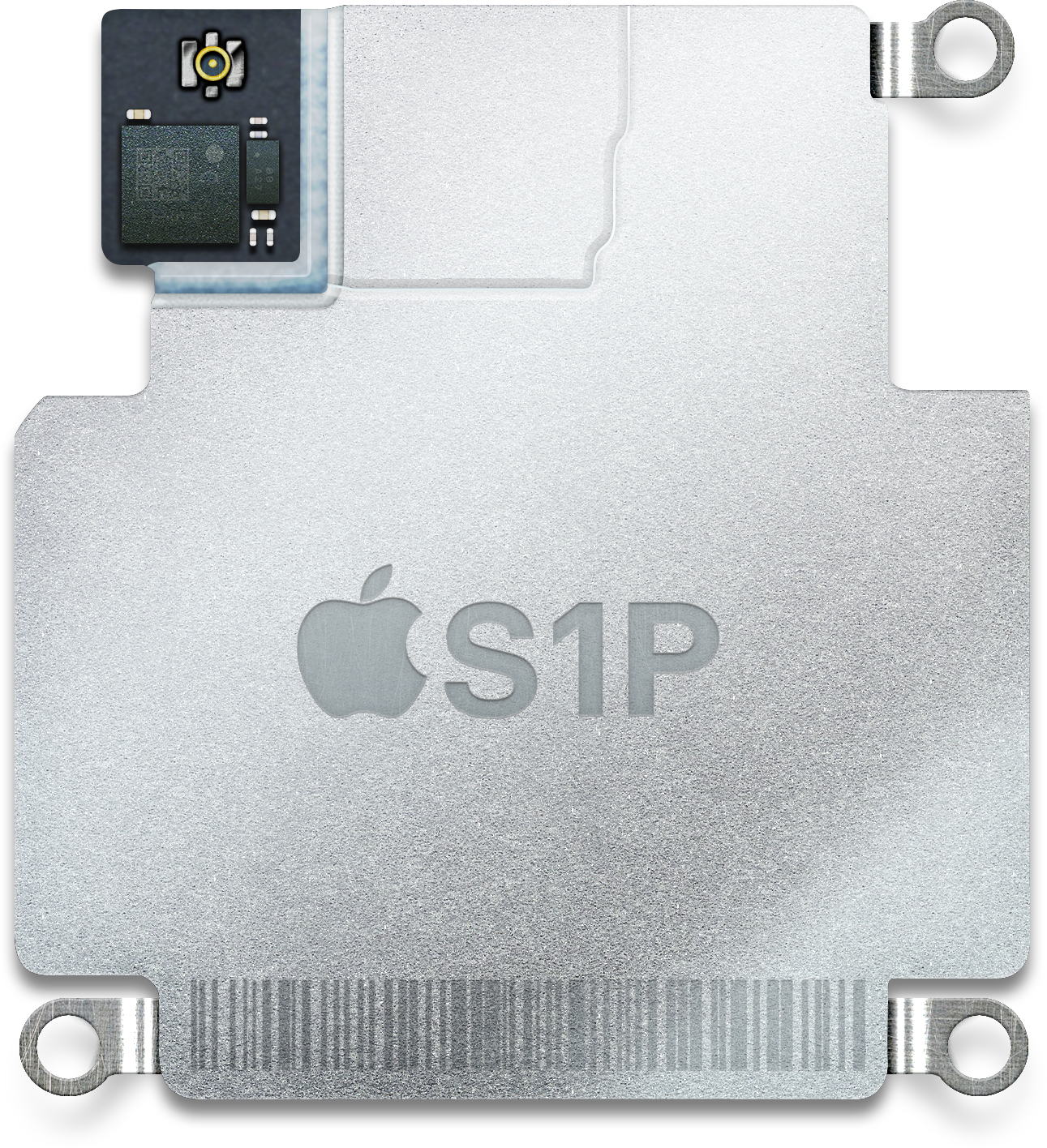
The S1P package shows little of the differences that's encapsulated inside.
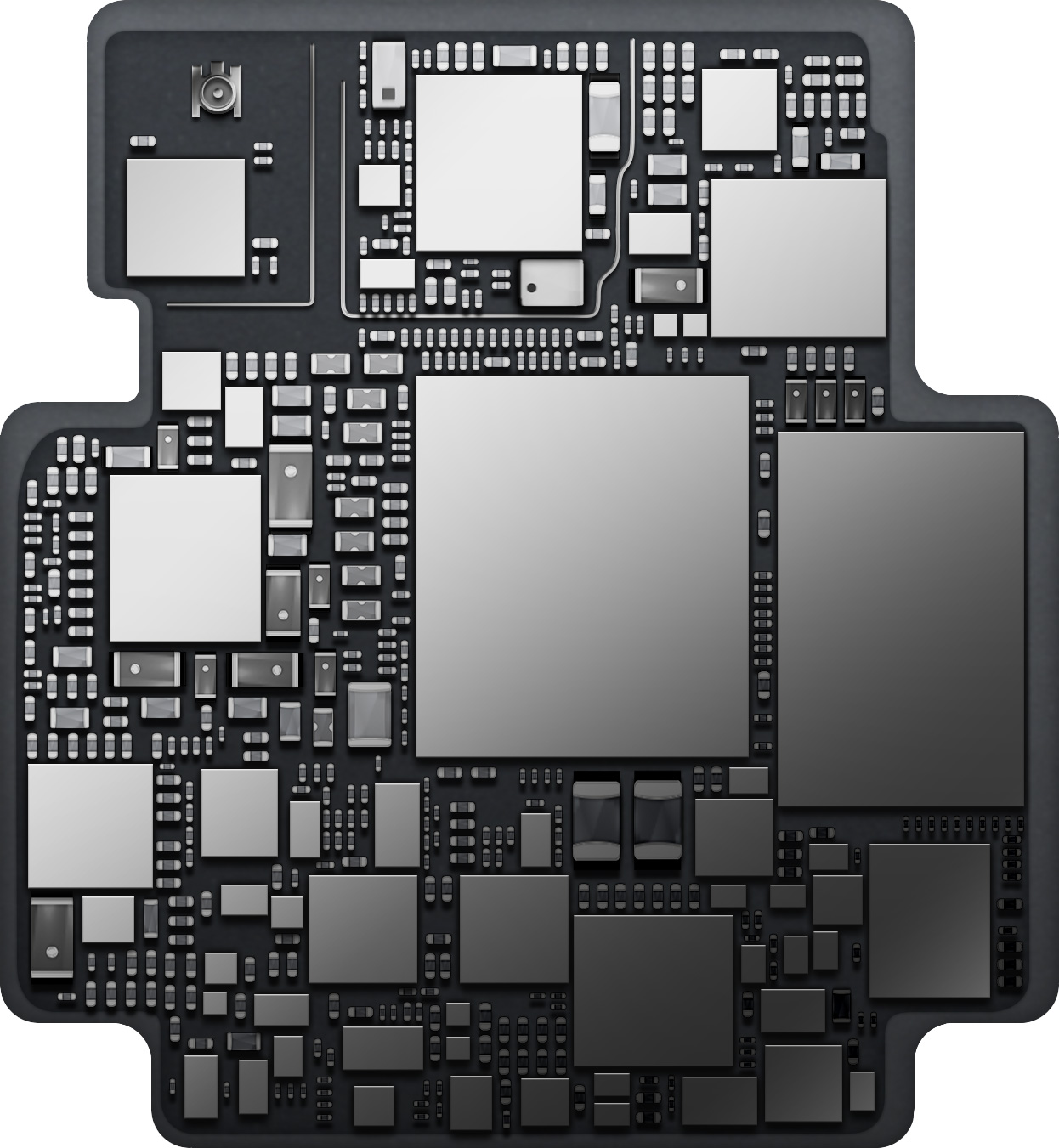
This illustration shows the positions of the chips and other components inside the S1 package.
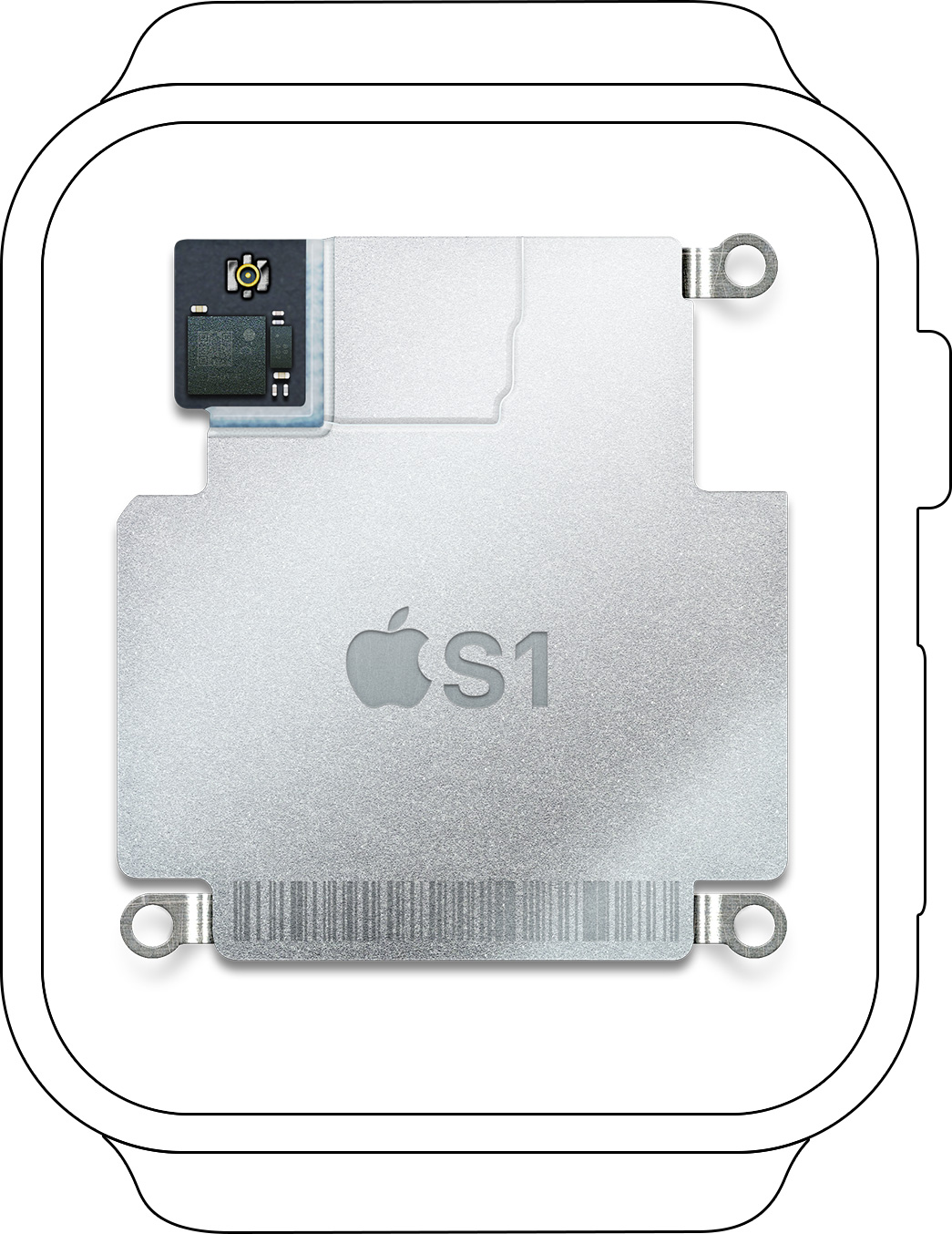
This is how large the S1 is compared to the Apple Watch case.
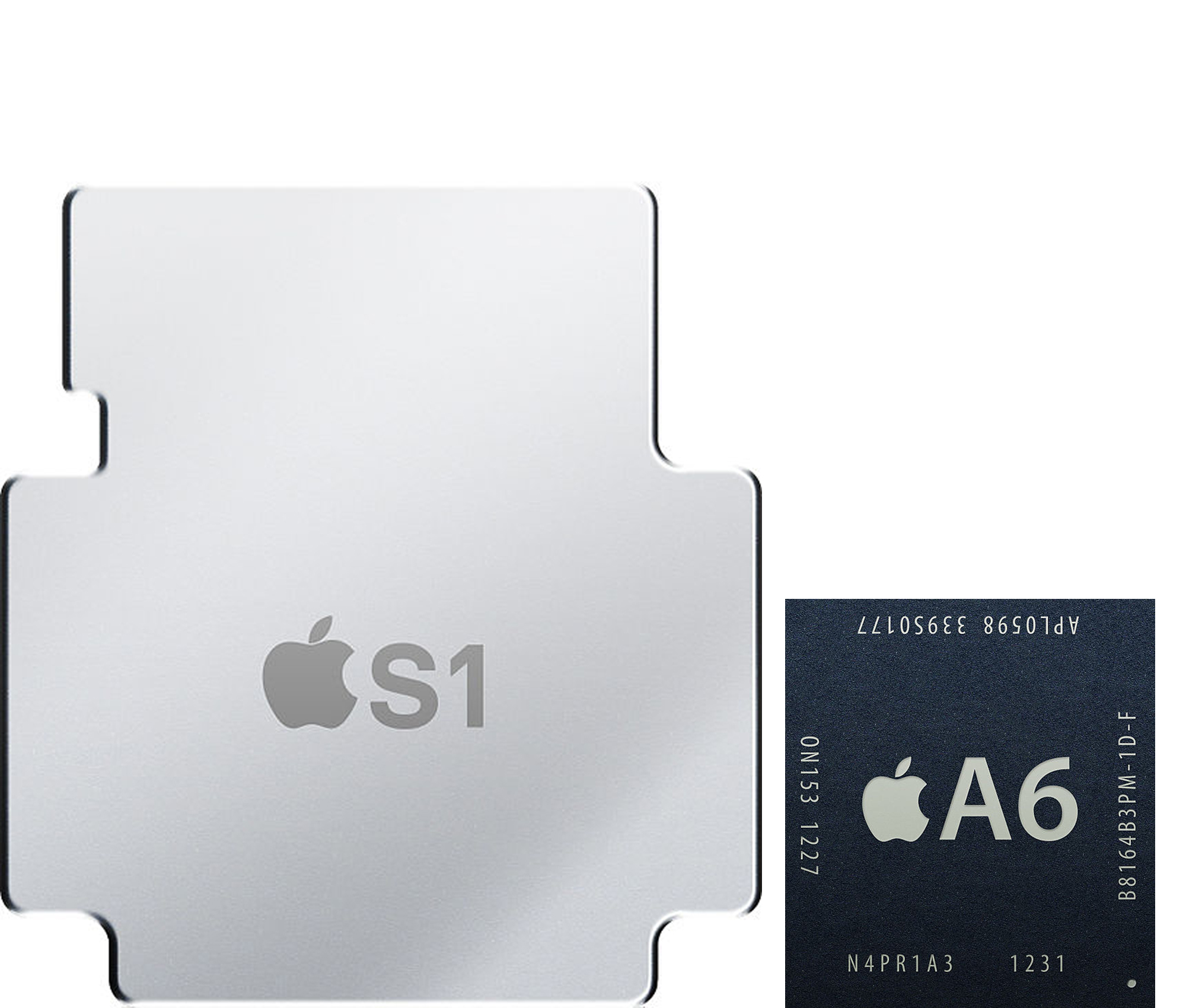
A size comparison of the S1 to the Apple A6 in the iPhone 5.